# Stichting Monumenten van de Maatschappij van Weldadigheid
De stichting Monumenten van de Maatschappij van Weldadigheid is een Nederlandse organisatie voor behoud en de ontwikkeling van het historische erf- en gedachtegoed van Johannes van den Bosch.
De stichting beheert de gronden en onroerend goed van de vroegere koloniën Frederiksoord en Wilhelminaoord van ongeveer 1.300 hectare grond en 65 panden, waarvan er 30 op de monumentenlijst staan. Particulieren kunnen lid worden, zij ontvangen de nieuwsbrief ‘De Star’.

## Doelstelling
De monumentenstichting wil de kwaliteit van het koloniale erfgoed behouden en duurzaam te borgen. Er is een nauwe samenwerking met de Provincie Drenthe en de gemeente Westerveld in een poging het authentieke landschap en bebouwing in oude staat terug te brengen. Onderdeel hiervan is het terugbouwen van Koloniewoningen van de Toekomst op hun oorspronkelijke locaties.

## Activiteiten
De stichting zet wisseltentoonstellingen op in Museum De Koloniehof. Voor bewoners en belangstellenden in het Koloniegebied en wijde omgeving wordt door de Maatschappij van Weldadigheid achtergrondinformatie gegeven in het Gebiedsinformatie Programma. Deze informatievoorziening bestaat uit de modules Ontstaansgeschiedenis Vledder en Omgeving, Maatschappij van Weldadigheid Vroeger en Nu, en de Vorming van het Drents-Friese Wold. Tot de activiteiten behoren ook de zomer- en wintermarkt.
De stichting Monumenten van de Maatschappij van Weldadigheid is aangesloten bij de koepelorganisatie Federatie Instandhouding Monumenten.